# Zygoballus sexpunctatus
Zygoballus sexpunctatus – gatunek pająka z rodziny skakunowatych i podrodziny Dendryphantinae. Zamieszkuje południowo-wschodnie Stany Zjednoczone. Dorosłe osobniki osiągają długość od 3 do 4,5 mm. Ich ciało jest brązowe do czarnego z rudobrązowymi lub żółtawymi odnóżami. Samce mają powiększone szczękoczułki i przednie uda. Wykazują złożone zachowania godowe i agonistyczne.

## Taksonomia

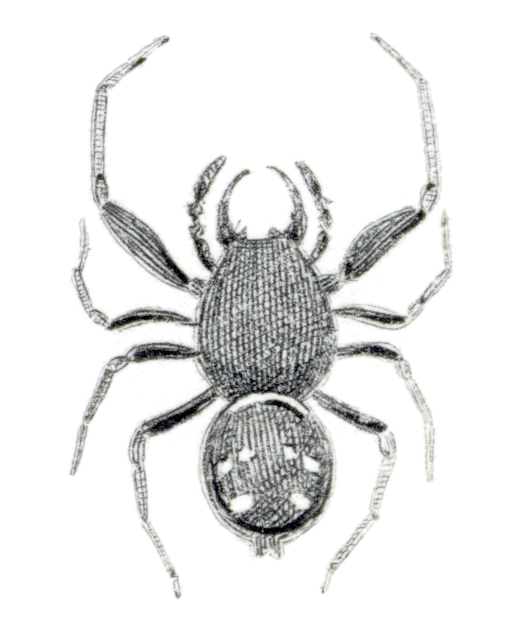
Rycina samca z opisu Hentza

Gatunek opisany został w 1845 roku przez Nicholasa Hentza w Boston Journal of Natural History jako Attus sexpunctatus. Epitet gatunkowy sexpunctatus pochodzi od łacińskich słów sex (pl. sześć) oraz punctum (pl. kropka) i nawiązuje do sześciu plamek zwykle obecnych na odwłoku samca.
Hentz opisał ten gatunek następująco:

Czarny; głowotułów z dwoma oczami tylnymi w pobliżu podstawy, która jest szeroka i gwałtownie pochylona, tworząc prawie kąt prosty z górną powierzchnią; szczękoczułki z silnym wewenętrznym zębem i długim, zakrzywionym kłem; odwłok z sześcioma kropkami i linią z przodu, biały; stopy, 1. 4. 2. 3., pierwsza para z powiększonymi udami i całkiem długa.

Hentz sklasyfikował ten gatunek w rodzaju Attus i grupie podrodzajów Pugnatoriae, obejmującej skakuny o pierwszej parze odnóży najdłuższej. W 1888 roku George i Elizabeth Peckhamowie wynieśli do rangi niezależnego rodzaju takson Zygoballus, umieszczając w nim ten gatunek. Współcześnie rodzaj ten zaliczany jest do podrodziny Dendryphantinae. Okazy Z. sexpunctatus przechowywane są w Muzeum Zoologii Porównawczej w Cambridge, British Museum, Milwaukee Public Museum, Amerykańskim Muzeum Historii Naturalnej i Muséum National d'Histoire Naturelle.

## Opis

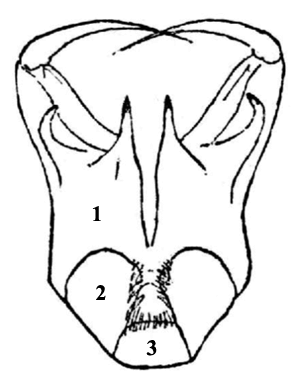
Narządy gębowe samca (widok brzuszny): 1 – szczękoczułki, 2 – szczęki, 3 – labium

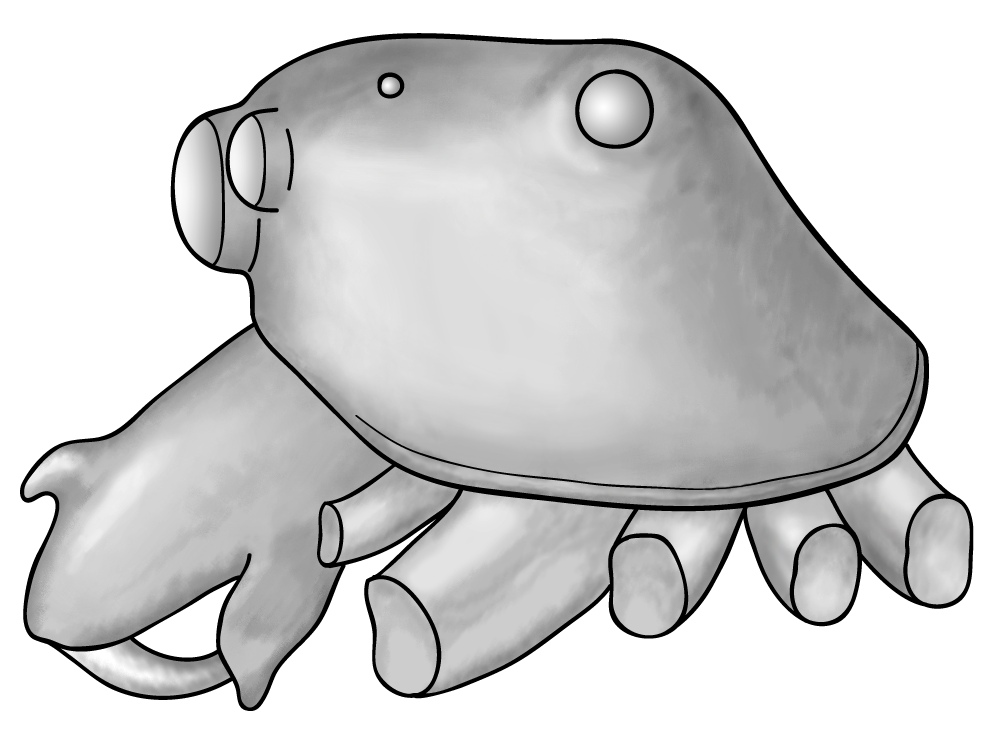
Karapaks i szczękoczułki samca (widok boczny)

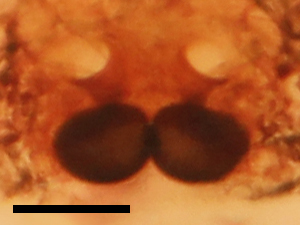
Epigyne (widok boczny). Skala równa 0,1 mm.

Według B. J. Kastona dorosłe samice osiągają od 3,5 do 4,5 mm, a samce od 3 do 3,5 mm długości ciała, choć wcześniejsza praca Peckhamów podaje wymiary 3 mm dla samicy i od 3 do 4,5 mm dla samców.
Głowotułów brązowy do czarnego, jak u pozostałych przedstawicieli rodzaju pudełkowatego kształtu, najszerszy na wysokości tylnych oczu bocznych. Na nadustku i szczękoczułkach obecne liczne białe lub jasnoniebieskie łuski, które sięgają dalej, wzdłuż boków karapaksu, kończąc się za tylnymi oczami środkowymi. Labium samców jest w 2/5 tak długie jak szczęki i tak szerokie jak długie. Szczękoczułki samców są silnie powiększone, ustawione skośnie, a każda wyposażona w wystający ząb wewnętrzny i długi, zakrzywiony kieł jadowy.
Odnóża ubarwione rudobrązowo, czasem żółtawo, o udach przedniej pary przyciemnionych i powiększonych, zwłaszcza u samców. Na przednich odnóżach obecne są 3 pary długich kolców po brzusznej stronie goleni i dwie pary na nadstopiu. Peckhamowie podają następujące wymiary dla kolejnych stóp okazu samca: 3,7 mm, 2 mm, 2 mm, 3 mm. U samic najdłuższą parą odnóży jest ostatnia. Nogogłaszczki samca opatrzone są pojedynczą, stopniowo się zwężającą apofizą goleniową.
Odwłok brązowy do czarnego z białą przepaską u nasady i dwoma białymi przepaskami poprzecznymi. Te ostatnie często rozdzielają się, tworząc sześć kropek, które mogą jednak zanikać aż do całkowitego ich braku.
Zygoballus sexpunctatus zbliżony jest wyglądem do Zygoballus rufipes, z którym współwystępuje w części zasięgu. Samiec Z. sexpunctatus różni się od Z. rufipes obecnością dużej kropki białych łusek na początku pochyłości tułowiowej i podłużnym przedziałkiem na bulbusie nogogłaszka (u Z. rufipes przedziałek jest poprzeczny). Samice tych gatunków różnią się kształtem epigyne.

## Zachowanie

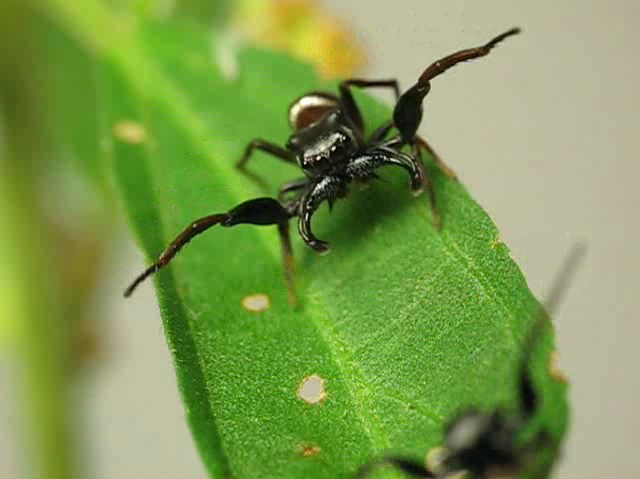
Ceremonialne zachowania agonistyczne między samcami

Samce tego pająka znane są rozbudowanych tańców godowych. Samce podchodząc do samic, zwykle unoszą i rozpościerają pierwszą parę odnóży oraz drgają odwłokiem. Gdy samica jest zainteresowana, również zaczyna drgać odwłokiem. Szczegóły zachowań godowych są jednak bardzo zróżnicowane w zależności od osobnika.
Samce Z. sexpunctatus w przypadku napotkania innego samca tego gatunku prezentują zrytualizowane zachowania agonistyczne. Mogą one obejmować elementy tańca godowego, jak unoszenie i rozpościeranie odnóży czy drganie odwłokiem. Podczas takich pokazów samce rozciągają również swoje nogogłaszczki i kły jadowe, jednak ataki śmiertelne zdarzają się rzadko.

## Fenologia

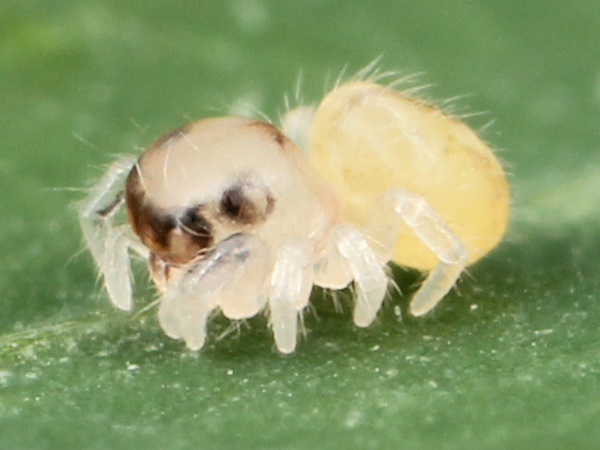
Nimfa

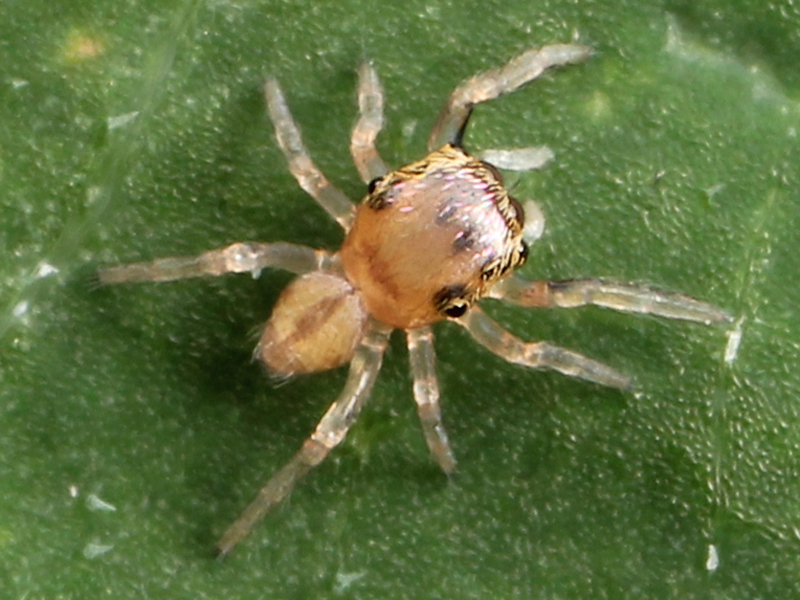
Pająk po pierwszej wylince

W populacji z zachodniego Tennessee wylęg pająków z kokonów następuje w środku lata. Zimują formy niedorosłe, a dojrzałość osiągają w końcu kwietnia następnego roku.

## Ekologia
Skakun ten jest oportunistycznym drapieżnikiem polującym na różne bezkręgowce. W skład jego pożywienia wchodzą drobne owady, jak mszyce, młode gąsienice i komary oraz wiele gatunków drobnych pająków.
Zarówno samce jak i samice Z. sexpunctatus zjadane są przez błonkówki z grupy Spheciformes. Chwytają one i paraliżują pająki, po czym wykorzystują jako źródło pokarmu dla swych larw.
Okazy tego pająka odławiane były w różnych ekosystemach, w tym: odłogach, lasach terasowych, flatwoods, florida sand pine scrub, lasach z przewagą sosny Elliotta, apallachian grass balds i polach ryżowych. Robert i Bety Barnesowie wykazali jego występowanie na łąkach z przewagą Andropogon sp. na terenie południowo-wschodniego Piedmontu. Gatunek ten znajdywany jest wśród roślinności zielnej, na trawach i innych niskich roślinach i daje się odławiać za pomocą czerpakowania.

## Rozprzestrzenienie
Pająk ten zamieszkuje Stany Zjednoczone. Jego zasięg rozciąga się od New Jersey po Florydę na południu i Teksas na zachodzie. Hentz odłowił pierwsze okazy tego gatunku w Karolinie Północnej. W 1909 Peckhamowie podawali go z Karoliny Północnej, Florydy, Teksasu, Luizjany i Missisipi. Wyniki siedmioletnich badań prowadzonych w zachodnim Mississippi określają ten gatunek jako nieczęsty. Badania z Alachua County na Florydzie wskazują, że jest on tam rzadki.